# Wasserstraßen- und Schifffahrtsamt Rheine
Das Wasserstraßen- und Schifffahrtsamt Rheine (WSA Rheine) war ein Wasserstraßen- und Schifffahrtsamt in Deutschland. Es gehörte zum Dienstbereich der Generaldirektion Wasserstraßen und Schifffahrt, vormals Wasser- und Schifffahrtsdirektion West. Durch die Zusammenlegung mit dem Wasserstraßen- und Schifffahrtsamt Duisburg-Meiderich ging es am 26. November 2020 im neuen Wasserstraßen- und Schifffahrtsamt Westdeutsche Kanäle auf.

## Zuständigkeitsbereich

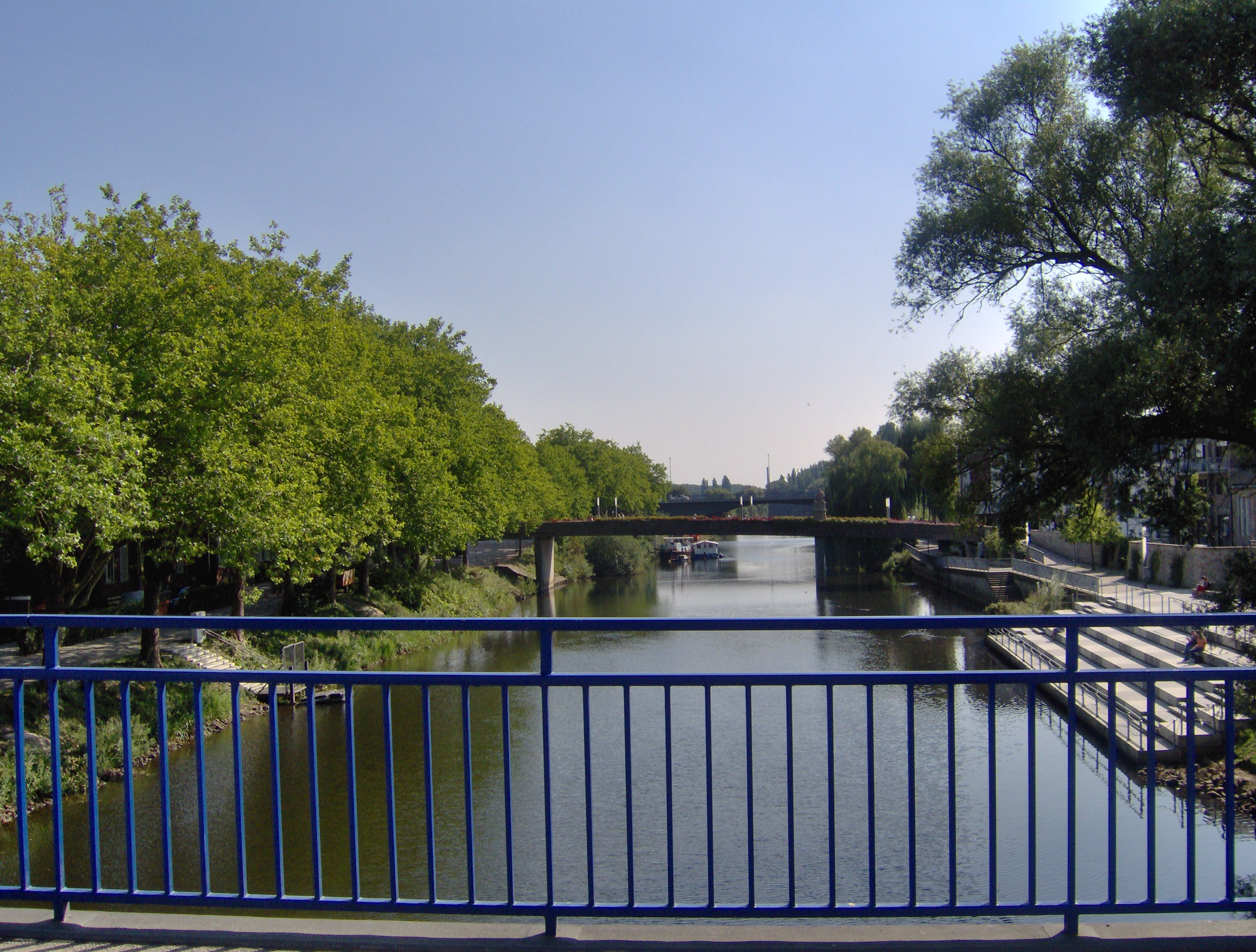
Ems in Rheine

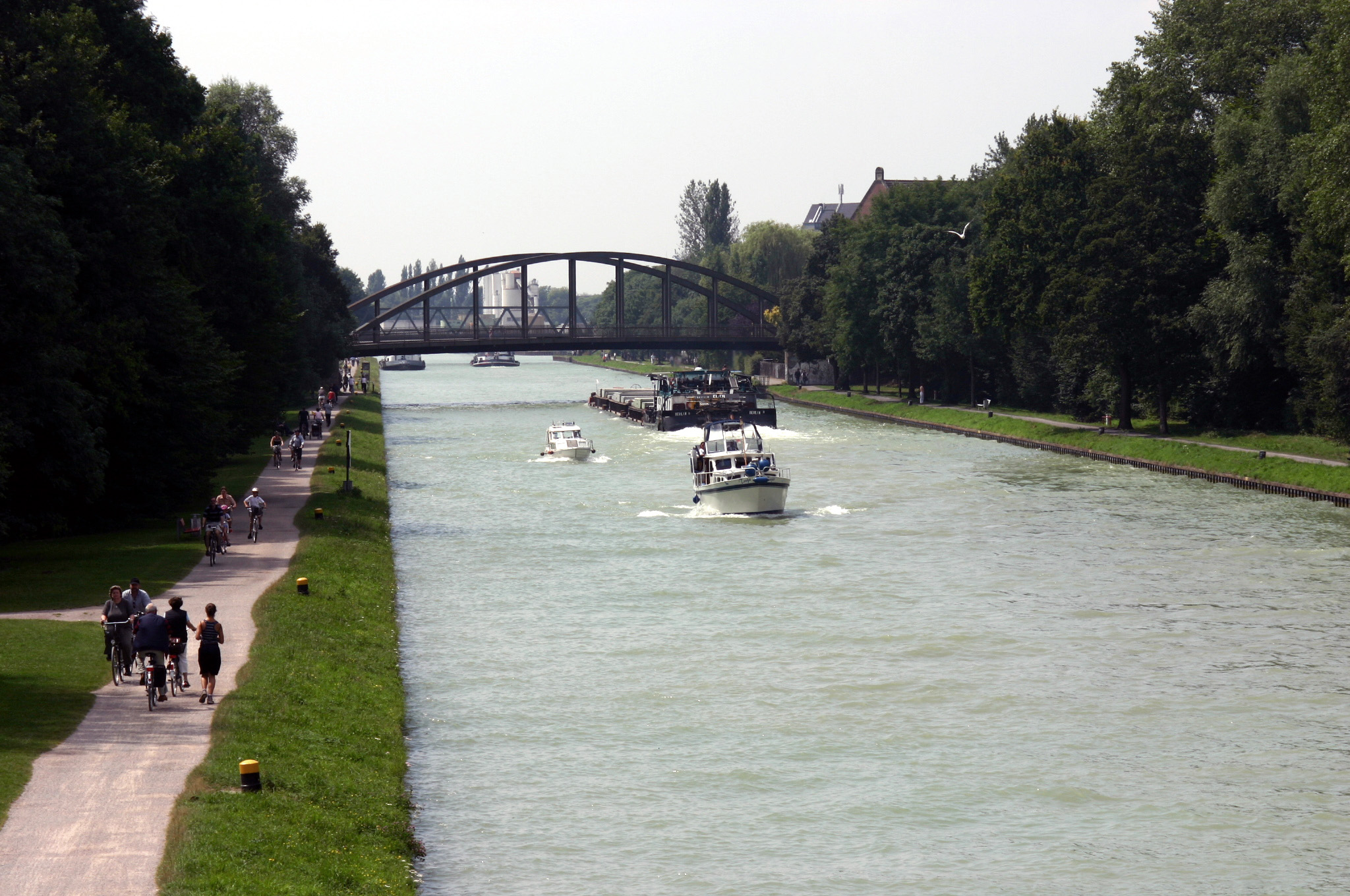
Dortmund-Ems-Kanal in Münster

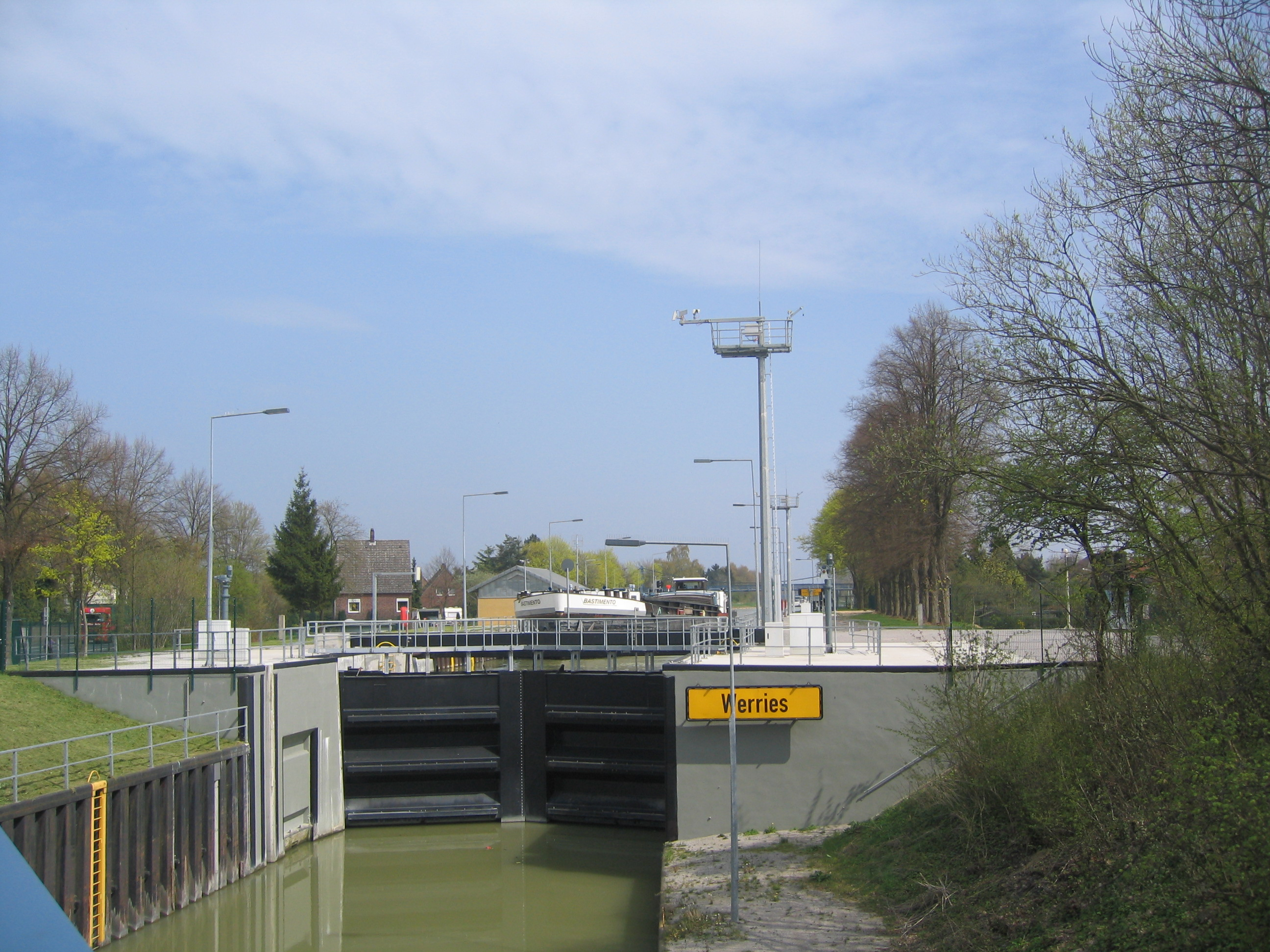
Schleuse Werries des Datteln-Hamm-Kanals

Das Wasserstraßen- und Schifffahrtsamt Rheine war zuständig für die Bundeswasserstraßen Ems bis Gleesen, den Dortmund-Ems-Kanal von der Ems bis zur Einmündung des Wesel-Datteln-Kanals und für den Datteln-Hamm-Kanal.

## Aufgabenbereich
Zu den Aufgaben des Wasserstraßen- und Schifffahrtsamtes Rheine gehörten:
- Unterhaltung der Bundeswasserstraßen im Amtsbereich
- Betrieb und Unterhaltung baulicher Anlagen, z. B. Schleusen, Wehre und Brücken
- Aus- und Neubau
- Unterhaltung und Betrieb der Schifffahrtszeichen
- Messung von Wasserständen
- Übernahme strom- und schifffahrtspolizeilicher Aufgaben.

## Außenbezirke
Zum Wasserstraßen- und Schifffahrtsamt Rheine gehörten die Außenbezirke in Hamm, Lüdinghausen, Münster, Altenrheine, Rheine und der Bauhof Bergeshövede.
- Der Außenbezirk Hamm war zuständig für den Datteln-Hamm-Kanal vom Anschluss an den Dortmund-Ems-Kanal bis Hamm.
- Der Außenbezirk Lüdinghausen war zuständig für den Dortmund-Ems-Kanal von km 21,5 (Anschluss des Wesel-Datteln-Kanal) bis km 51,0.
- Der Außenbezirk Münster war zuständig für den Dortmund-Ems-Kanal von km 51,0 bis km 92,5.
- Der Außenbezirk Altenrheine war zuständig für den Dortmund-Ems-Kanal von km 92,5 bis km 138,3.
- Der Außenbezirk Rheine war zuständig für die Ems von Rheine (km 44,75) bis Gleesen (km 82,65).
- Der Bauhof Bergeshövede nahm insbesondere Wartungs- und Instandsetzungsarbeiten an Schiffen und Anlagen des Wasserstraßen- und Schifffahrtsamtes Rheine wahr.

## Kleinfahrzeugkennzeichen
Kleinfahrzeugen im Bereich des Wasserstraßen- und Schifffahrtsamtes Rheine wurden Kleinfahrzeugkennzeichen mit der Kennung ST zugewiesen.